# Hugolín Gavlovič
Hugolín Gavlovič al secolo Martin Gavlovič (Czarny Dunajec, 11 novembre 1712 – Horovce, 4 giugno 1787) è stato un presbitero e scrittore slovacco dell'età barocca.

## Biografia
Sebbene fosse nato in Polonia e avesse certamente radici polacche, fin dalla prima infanzia visse in Slovacchia. Ricevette la sua istruzione delle scuole di Trstená e di Žilina e dopo aver terminato gli studi, nel 1733, entrò in un convento francescano, attratto dall'ideale della povertà volontaria e dell'aiuto dei più deboli. Entrando in convento abbandonò il nome di battesimo di Martin in favore di Hugolin. Nel 1738 fu ordinato presbitero, esercitò il suo ministero come predicatore a Žilina, a Pruské e a Horovce. Quando si ammalò ai polmoni, si recò sulle montagne per trovare la guarigione, alloggiando in una baita; qui trovò anche il soggetto per la sua opera. Sebbene la sua opera fosse varia e numerosa, molte delle sue opere non furono stampate, ma rimasero in forma di manoscritto e molti manoscritti andarono persi. Il suo lavoro dimostrò il potenziale della lingua slovacca nella sua forma pre-letteraria.

## Opere
- 1755 – Valaská škola mravúv stodola ("La scuola valacca, granaio delle tradizioni") (pubblicato in forma di libro nel 1830/1831 a cura di Michal Rešetka)
- 1758 – Škola kresťanská s veršami zvázaná ("La scuola cristiana"), manoscritto
- 1777 – Škola duchovní aneb naučení k duchovnému rozjímaní ("Scuola spirituale ossia istruzione alla comunione spirituale"), di cui rimane un frammento manoscritto
- 1749 – Aký život, taká smrť ("Come la vita, così la morte"), manoscritto
- 1778 – Cvičení duchovné ("Esercizi spirituali"), manoscritto
- 1779 – Kameň ku pomoci ("Pietra d'aiuto"), raccolta di omelie festive e domenicali, manoscritto
- 1782 – Pet sto naučení o dobrých mravoch ("Cinquecento istruzioni sui buoni costumi"), raccolta di parafrasi in versi e adattamenti di opere di celebri moralisti, manoscritto

### Valaská škola mravúv stodola
Appartiene alla poesia didattico-riflessiva. Voleva sostituire la predicazione diretta, che gli era impedita dalle condizioni di salute. Doveva "addestrare" il lettore alla saggezza e all'esperienza dei pastori. Affrontò un gran numero di problemi diversi relativi al rapporto dell'individuo con Dio, con il prossimo e con la società - in questi ambienti tematici i consigli e le lezioni devono condurre il lettore a una vita pia e virtuosa. Si rivolge a tutte le persone indipendentemente dalle differenze di censo e status sociale. Parlando della relazione con Dio nel primo ciclo, egli chiede un distacco dai valori terreni ed effimeri, e per vera felicità considera la grazia di Dio; condanna la credenza e la fede nei sogni, attira l'attenzione sull'ineluttabilità della morte, incoraggia il timore di Dio e la volontà di servirlo.
Negli altri due cicli (sull'atteggiamento nei confronti del prossimo e verso il mondo), si dimostra un autore di vaste vedute ed erudito. Nell'opera sviluppa un senso per il destinatario, la sua vita ordinaria, l'autore prende in considerazione il livello del pensiero e del gusto del lettore. Gli elementi divertenti ravvivano la composizione, ma sono subordinati alla funzione primaria didattica e moralizzatrice. Le poesie sono dedicate all'istruzione di base. Esprime ammirazione e simpatia per i poveri e per i contadini, in particolare per la loro abilità, per la laboriosità e per l'ingegno, ma anche la riluttanza verso i padroni che sono la causa della loro miseria e un'afflizione per il popolo. Commenta criticamente la corrente morale sociale. Esprime disapprovazione per le guerre, nel suo cuore alberga il vero amore di patria. Si inchina di fronte a un lavoro strenuo e costante, mette in guardia dall'orgogliosa presunzione o dal disprezzo del prossimo e dalla cieca fiducia nel potere del denaro. Ci sono oltre 1 200 poesie di 12 versi scritte in slovacco boemizzato. Il lavoro è caratterizzato dalla visione sana, sincera e critica del predicatore francescano.

### Škola kresťanská
È composizione poetica, in cui si dedica meno alle cose terrene. Ritrae l'inesorabile momento della morte, a cui bisogna prepararsi durante la vita. Contiene 152 poesie di dodici versi disposte in quattro cicli sui Novissimi: "Sulla morte", "Sul giudizio", "Sull'inferno", "Sul paradiso". Si appella qui alla responsabilità umana personale e cerca con la sua opera di scuotere il popolo perché diriga la sua volontà verso la redenzione eterna. Sostiene i suoi pensieri con narrazioni bibliche e mitologiche, ma anche con esempi storici.